# Louis Gallois

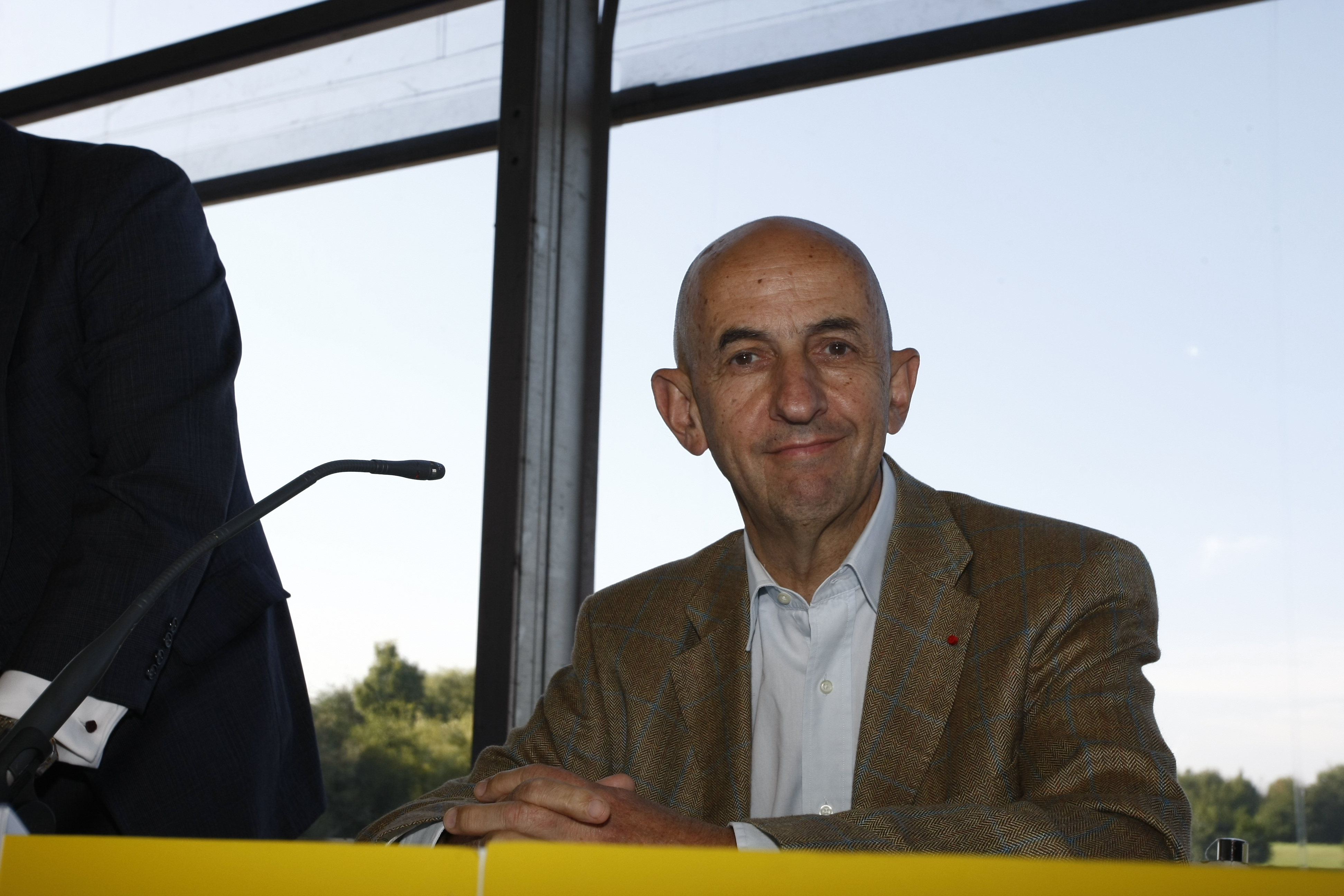

Louis Gallois (ur. 26 stycznia 1944 w Montauban) – francuski manager, prezes EADS.
Jest absolwentem ENA. W latach 1996–2006 był prezesem SNCF. Od 2007 jest prezesem EADS.
Louis Gallois jest absolwentem HEC Paris.